# Leptoiulus bertkaui
Leptoiulus bertkaui är en mångfotingart som först beskrevs av Karl Wilhelm Verhoeff 1896.  Leptoiulus bertkaui ingår i släktet Leptoiulus och familjen kejsardubbelfotingar. Inga underarter finns listade i Catalogue of Life.